# DAZN (Portugal)
A DAZN, anteriormente conhecida como Eleven Sports, é um operador de canais televisivos de desporto. É detido pela DAZN Group. O operador abriu portas em Portugal em 2018 com a compra dos direitos da Liga dos Campeões da UEFA e da La Liga.

## História

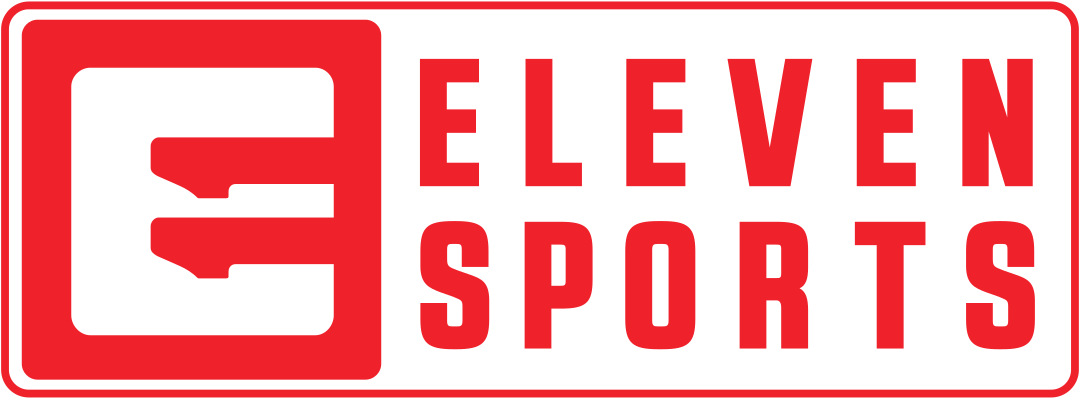
Logótipo da Eleven Sports até 2020.

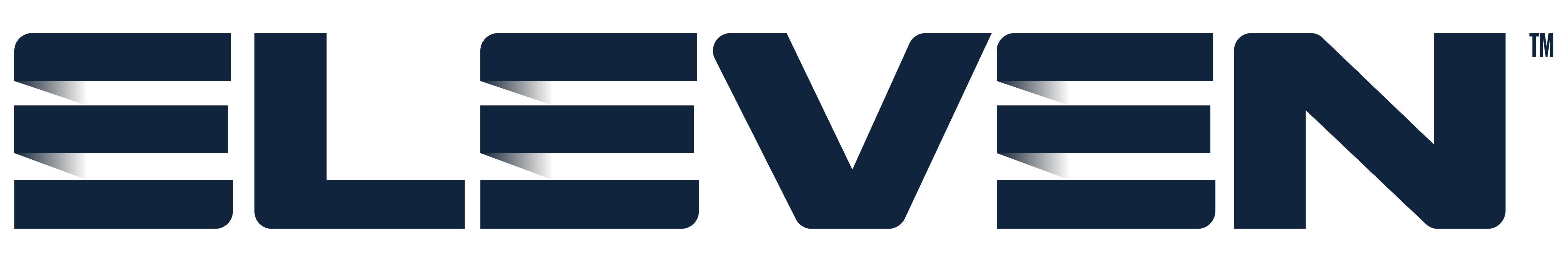
Logótipo da Eleven Sports até 2024.

Em Maio de 2018, a Eleven Sports anuncia a compra dos direitos da UEFA Champions League e da LaLiga Santander para o mercado português. Em Junho de 2018 é anunciada a compra dos direitos de três competições da liga francesa de futebol: a Ligue 1, a Coupe de la Ligue e a Trophée des Champions. A Eleven anunciou também uma parceria de distribuição com a operadora Nowo, na qual irá distribuir os canais em formato linear para os vários operadores de TV paga.
A Eleven Sports oferece um conjunto de canais e serviço de streaming OTT mediante uma subscrição por 9,99 euros mensais. O lançamento dos canais e do serviço ocorreu a 15 de Agosto de 2018.
A partir de 12 de Fevereiro de 2019, os canais da "Eleven Sports" passaram a estar disponíveis para subscrição em qualquer um dos operadores de televisão paga em Portugal. Além da Nowo, a Eleven Sports pode ser vista pelos clientes Meo, Vodafone e Nos.